# Cantón de Rouvroy
El cantón de Rouvroy era una división administrativa francesa, que estaba situada en el departamento de Paso de Calais y la región de Norte-Paso de Calais.

## Composición
El cantón estaba formado por dos comunas, más una fracción de otra comuna:
- Drocourt
- Méricourt (fracción)
- Rouvroy

## Supresión del cantón de Rouvroy
En aplicación del Decreto nº 2014-233 de 24 de febrero de 2014, el cantón de Rouvroy fue suprimido el 22 de marzo de 2015 y sus 3 comunas pasaron a formar parte; una del nuevo cantón de Avion, una del nuevo cantón de Harnes y una del nuevo cantón de Hénin-Beaumont-2.